# Meritaten
Meritaten (tiếng Ai Cập: mrii.t-itn), còn được viết là Merytaten, là một công chúa sống vào cuối thời kỳ Vương triều thứ 18 của Ai Cập cổ đại. Tên của bà có ý nghĩa là "Người mà Aten yêu quý".
Meritaten có thể đã cai trị Ai Cập dưới tên hiệu là Ankhkheperure Neferneferuaten.

## Gia đình

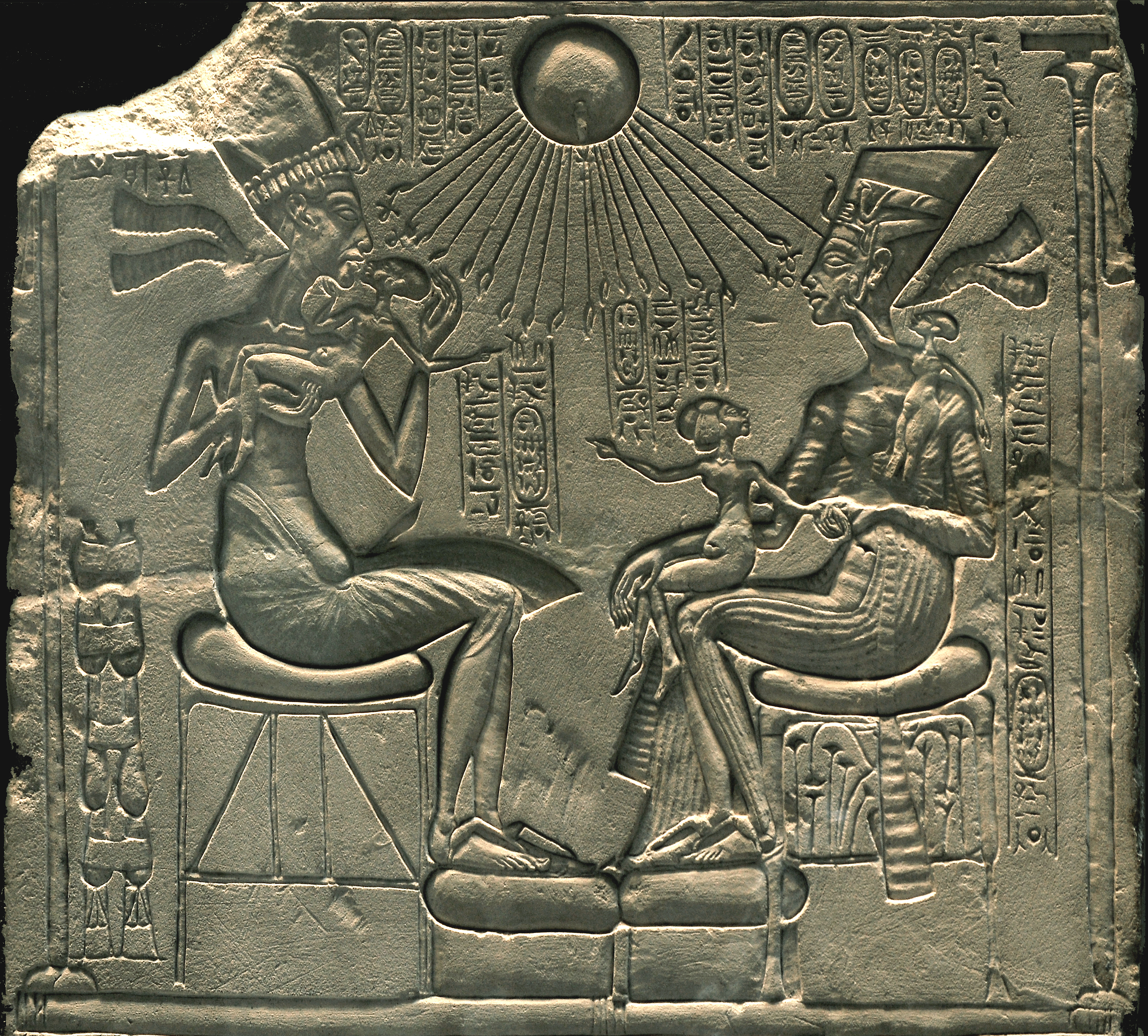
Akhenaten và Nefertiti cùng 3 người con gái lớn (Bảo tàng Ai Cập Berlin)

Meritaten là con gái đầu lòng của Pharaon Akhenaten và vương hậu Nefertiti, do đó bà là chị khác mẹ với Pharaon Tutankhamun. Ngoài Meritaten, Nefertiti còn sinh hạ thêm 5 người con gái khác, lần lượt là Meketaten, Ankhesenpaaten (cũng là vợ của Tutankhamun), Neferneferuaten Tasherit, Neferneferure và Setepenre.
Có một công chúa tên là Meritaten Tasherit được cho là con gái của Meritaten, nhưng không rõ là với vị pharaon nào. Cái tên Meritaten Tasherit chỉ xuất hiện trên những công trình mà Pharaon Akhenaten cho xây tại Hermopolis, nhưng cụ thể hơn là chỉ xuất hiện trong các văn tự có nhắc đến người vợ thứ của Akhenaten là Kiya, nên có lẽ đây chỉ là tên thay thế cho người con gái mà thứ phi Kiya đã sinh ra.
Meritaten được mô tả cùng với Smenkhkare, một pharaon bí ẩn của triều đại này, trên tường mộ của Meryre II, Đại tổng quản của Nefertiti. Nhiều nhà Ai Cập học vẫn nghĩ Meritaten là vương hậu của Pharaon Smenkhkare, nhưng mới đây theo Zahi Hawass, cựu Bộ trưởng Cổ vật Ai Cập, Nefertiti đã lên ngôi và cai trị Ai Cập trong 3 năm sau cái chết của Akhenaten dưới cái tên Smenkhkare. Nếu đúng như vậy thì Meritaten được phong làm Vương hậu Chánh cung chỉ mang tính lễ nghi.

## Công chúa Amarna

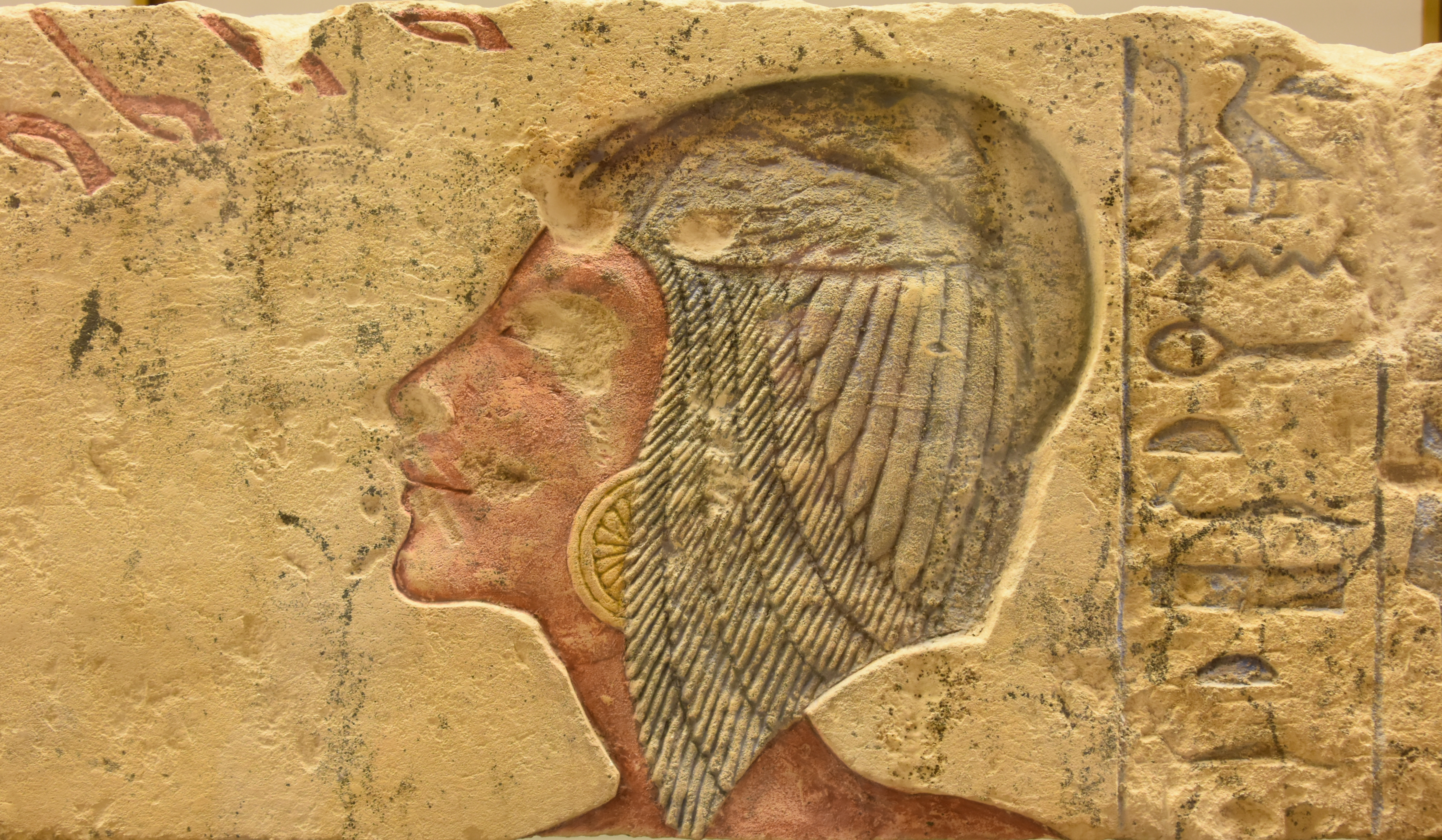
Phù điêu mô tả Kiya nhưng đã bị sửa thành tên của Meritaten tại Amarna

Meritaten có thể chào đời trước khi cha bà lên ngôi vua, hoặc trễ nhất cũng là vào năm thứ nhất trị vì của Akhenaten. Ở phía đông của đền Karnak, một điện thờ gọi là Hut-Benben trên đó có những phù điêu mô tả vương hậu Nefertiti đội uraeus, và Meritaten (trong hình hài một đứa bé) tay cầm một sistrum theo sau mẹ. Danh hiệu thường xuất hiện cùng với Meritaten tạm dịch là "Người con gái yêu của Vua, Meritaten, sinh bởi người vợ yêu, Vương hậu Chánh cung, Nữ chúa của Hai vùng đất, Nefertiti".
Meritaten và các em gái liên tục xuất hiện cùng với Nefertiti, đặc biệt là Meritaten, với tư cách là con trưởng, thường nắm giữ những vai trò quan trọng khi xuất hiện cùng vua cha. Hầu hết các ngôi mộ ở Amarna đều xuất hiện những phù điêu của 4 người con đầu của Akhenaten và Nefertiti, chỉ riêng ngôi mộ TA2 của Meryre II, Đại tổng quản của Nefertiti, là xuất hiện thêm hai người con sau của họ.
Khoảng những năm 1920, một số nhà nghiên cứu nhận thấy, tên của Meritaten khắc tại đền Maru-Aten vốn là tên thay thế cho một cái tên nữ khác. Cho đến năm 1968, họ cho rằng Meritaten là tên thay thế cho Nefertiti, nhưng G. Perepelkin bác bỏ điều này và cho rằng, người bị thay tên chính là Kiya, một thứ phi của Akhenaten. Năm 1975, R. Hanke cũng chỉ ra rằng, ký tự tượng hình trong tên hiệu của Nefertiti quá dài để cái tên Meritaten có thể khắc đè lên, hơn nữa, tên của Kiya lại vừa khớp hoàn toàn với các vị trí này. Như bức phù điêu bên phải mô tả chân dung của thứ phi Kiya, tuy nhiên tên của Kiya đã bị sửa thành tên của Meritaten.

## Trở thành vương hậu

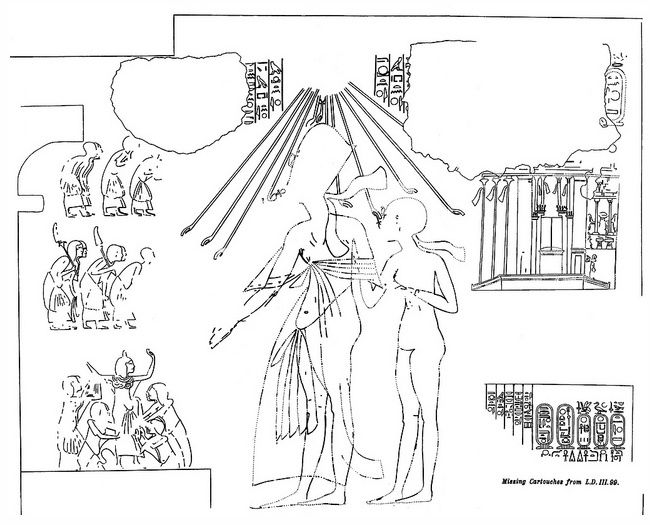
Phù điêu mô tả Smenkhkare và Meritaten trên mộ Meryre II

Trên tường mộ của Meryre II, Đại tổng quản của Nefertiti, Meritaten xuất hiện cùng với một pharaon có tên là Smenkhkare với danh hiệu Vương hậu Chánh cung. Cho đến bây giờ, danh tính của Smenkhkare vẫn chưa được làm rõ, và không rõ người này có mối quan hệ như thế nào với vương thất mà để trở thành Pharaon.
Như đã nói trên, Hawass đặt ra giả thuyết rằng, Smenkhkare là tên hiệu của Nefertiti khi bà lên ngôi sau đó. Nhìn vào phù điêu, có thể thấy Smenkhkare (trái) có phần ngực như phụ nữ, và phần hông thậm chí to hơn cả Meritaten (phải). Điều này không loại trừ khả năng đây là một nữ pharaon, không ai khác ngoài Nefertiti là phù hợp hơn cho vị trí này.
Hơn nữa, tên ngai của Smenkhkare và tên của Meritaten được khắc trên một vòng nhẫn tại Malkata cùng 47 hoa cúc bằng vàng đính trên những gói vải lanh trong mộ của Tutankhamun.

## An táng
Trên Bia Ranh giới của Akhenaten, nhà vua đã nói rằng:
"Hãy xây một lăng mộ cho ta ở ngọn núi phía đông của Akhenaten (tức Amarna). Hãy chôn cất ta tại đó để được trường tồn với Aten, cha ta, đã ban lệnh cho ta. Hãy chôn cất Chánh cung Nefertiti bên trong đó, để được trường tồn với Aten, cha ta, đã ban lệnh cho cô ấy. Hãy chôn cất Công chúa Meritaten bên trong đó, để được trường tồn với thời gian."
Lăng mộ được nhắc đến ở trên chính là phức hợp lăng mộ có số hiệu là TA26, với 3 phòng chôn cất dành cho Akhenaten, Nefertiti và Meritaten, tuy nhiên không thấy xác ướp của họ ở đó.

### Trích dẫn
- Tyldesley, Joyce A. (1998). Nefertiti: Egypt's Sun Queen. NXB Viking. ISBN 978-0-670-86998-5.
- Dodson, Aidan (2009). Amarna Sunset: Nefertiti, Tutankhamun, Ay, Horemheb, and the Egyptian Counter-Reformation. Cairo: Đại học Mỹ (Cairo). ISBN 978-1-936190-19-5.